# Lino Fumagalli

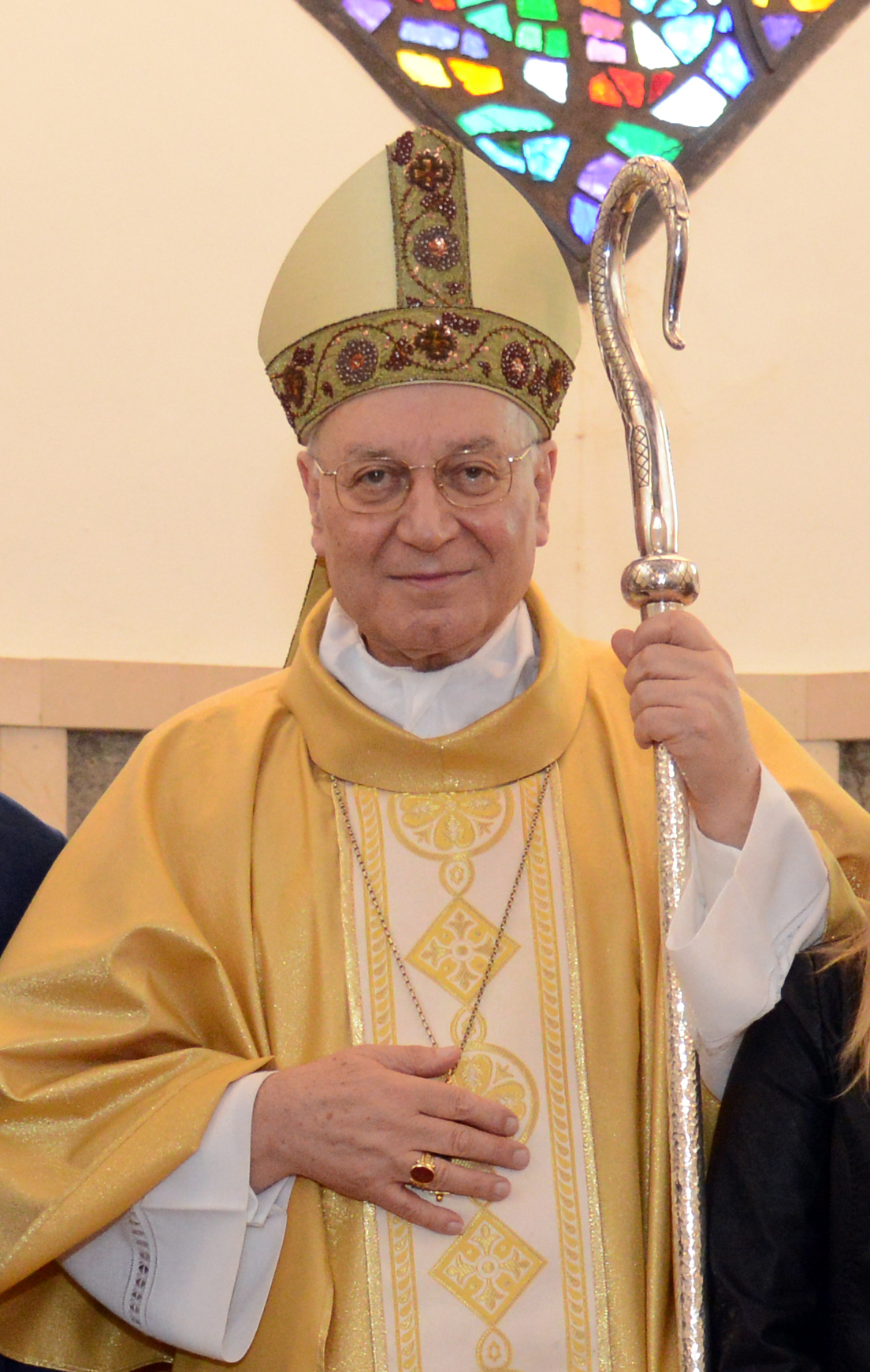
Bischof Lino Fumagalli (2018)

Bischofswappen von Bischof Lino Fumagalli

Lino Fumagalli (* 13. Mai 1947 in Rom) ist ein italienischer Geistlicher und emeritierter römisch-katholischer Bischof von Viterbo.

## Leben
Lino Fumagalli wurde am 3. Januar 1971 zum Diakon geweiht und empfing am 24. Juli desselben Jahres die Priesterweihe für das Bistum Porto-Santa Rufina. 1973 erwarb er das Lizentiat in Theologie an der Päpstlichen Universität Gregoriana und 1975 das Lizentiat in Kanonischem Recht an der Päpstlichen Lateranuniversität. Am 14. November 1985 verlieh ihm Papst Johannes Paul II. den Titel Ehrenprälat Seiner Heiligkeit.
Johannes Paul II. ernannte ihn am 31. Dezember 1999 zum Bischof von Sabina-Poggio Mirteto. Die Bischofsweihe spendete ihm der Präfekt der Kongregation für die Bischöfe, Lucas Kardinal Moreira Neves OP, am 20. Februar 2000 die Bischofsweihe; Mitkonsekratoren waren Antonio Buoncristiani, Bischof von Porto-Santa Rufina, und Salvatore Boccaccio, Bischof von Frosinone-Veroli-Ferentino. Als Wahlspruch wählte er In verbo tuo.
Papst Benedikt XVI. ernannte ihn am 11. Dezember 2010 zum Bischof von Viterbo; die feierliche Amtseinführung (Inthronisation) in der Kathedrale San Lorenzo in Viterbo fand am 27. Februar 2011 statt. In der Italienischen Bischofskonferenz war Fumagalli Mitglied der bischöflichen Kommission für das katholische Bildungswesen.
Am 7. Oktober 2022 nahm Papst Franziskus das von Lino Fumagalli aus Altersgründen vorgebrachte Rücktrittsgesuch an.